# فلسفه فریدریش نیچه

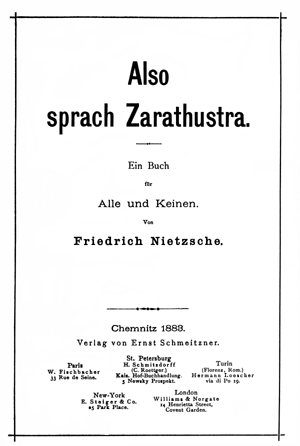
جلد قسمت اول چاپ اول " چنین گفت زرتشت".

فریدریش نیچه فلسفه خود را در اواخر قرن ۱۹ توسعه داد. او بیداری علاقه فلسفی خود را مدیون خواندن کتاب آرتور شوپنهاور با عنوان جهان همچون اراده و تصور می‌داند و گفت که شوپنهاور یکی از معدود متفکرانی است که به او احترام می‌گذارد. او مقاله (شوپنهاور به عنوان مربی)، که در ۱۸۷۴ به عنوان یکی از تاملات تابهنگام او منتشر شد را به او اختصاص داد.
از آغاز قرن بیستم، فلسفه نیچه تأثیر فکری و سیاسی زیادی در سراسر جهان داشته‌است. در موضوعاتی مانند اخلاق، دین، معرفت‌شناسی، روانشناسی، هستی‌شناسی و نقد اجتماعی یچه به خدمت گرفته شده‌است. به دلیل سبک برانگیزاننده نیچه و ادعاهای غالباً وحشیانه او، فلسفه وی واکنش‌های پرشوری را از عشق به نفرت ایجاد می‌کند. نیچه در زندگینامه خود اینک انسان خاطرنشان کرد که فلسفه او در طول زمان توسعه و تکامل یافته‌است، بنابراین مفسران به سختی می‌توانند مفاهیم اصلی آثار نیچه را به مفاهیم اصلی دیگر مرتبط سازند، به عنوان مثال، ایده تکرار ابدی به‌طور عمده در چنین گفت زرتشت، موج می‌زند اما در کتاب بعدی او، فراسوی نیک و بد تقریباً غایب است. این واقعیت که نیچه به نظر نمی‌رسید که فکر خود را به یک نظام تبدیل کند، به این چالش اضافه می‌کند، وی حتی تا آنجا پیش رفت که تلاش برای ایجاد یک نظام فکری را در فراسوی نیک و شر را بی‌ارزش جلوه داد.
با این حال، موضوعات مشترک در اندیشه او قابل شناسایی و بحث است. اولین کار او بر مخالفت انگیزه‌های آپولونی و دیونیسیی در هنر تأکید کرد و شخصیت دیونیسوس همچنان در اندیشه بعدی او نقش آفرینی کرد. دیگر جریانات عمده عبارتند از اراده قدرت، ادعای مردن خدا، تمایز بین اخلاق ارباب و برده و چشم‌انداز باوری افراطی. مفاهیم دیگر به ندرت ظاهر می‌شوند، یا در یک یا دو اثر عمده محدود می‌شوند، با این حال تکه‌های مرکزی فلسفه نیچه ای محسوب می‌شوند، مانند ابرانسان یا اندیشه تکرار ابدی. آثار بعدی او شامل حمله مستمر به مسیحیت و اخلاق مسیحی بود و به نظر می‌رسید که او برای آنچه ارزش گذاری همه ارزشها (Umwertung aller Werte) نامیده می‌شود، تلاش می‌کند. در حالی که نیچه اغلب در اذهان عمومی با سرنوشت‌باوری و هیچ‌انگاری در ارتباط است، خود نیچه پروژه خود را تلاشی برای غلبه بر بدبینی آرتور شوپنهاور می‌دانست.